# 格温·托伦斯
格温·托伦斯（英語：Gwen Torrence，1965年6月12日—），美国女子田径运动员。她曾代表美国参加1988年、1992年和1996年夏季奥林匹克运动会田径比赛，获得三枚金牌、一枚银牌和一枚铜牌。